# Leucotriène B4
Le leucotriène B4 (LTB4) est un leucotriène impliqué dans l'inflammation. Il est produit à partir du leucotriène A4 par la leucotriène A4 hydrolase dans les leucocytes en réponse aux médiateurs inflammatoires et est capable de provoquer l'activation des leucocytes sur l'endothélium. C'est également un puissant chimioattractant pour les neutrophiles susceptible de provoquer la formation de dérivés réactifs de l'oxygène et la libération de lysosomes par ces cellules.

Biosynthèse des eicosanoïdes.